# Campeonato Europeo de KF1
El Campeonato Europeo de KF1 fue un torneo de karting arbitrado por la CIK y la FIA. Estaba abierta a mejores de 15 años.

## Ganadores
| Año  | Piloto           | Chasis        | Detalles |
| ---- | ---------------- | ------------- | -------- |
| 2001 | Carlo Van Dam    | Gillard       | Detalles |
| 2002 | David Hemkemeyer | Mach 1        | Detalles |
| 2003 | Bas Lammers      | Swiss Hutless | Detalles |
| 2004 | Nick de Brujin   | Gillard       | Detalles |
| 2005 | Marco Ardigò     | Tony Kart     | Detalles |
| 2006 | Marco Ardigò     | Tony Kart     | Detalles |
| 2007 | Marco Ardigò     | Tony Kart     | Detalles |
| 2008 | Marco Ardigò     | Tony Kart     | Detalles |
| 2009 | Aaro Vainio      | Maranello     | Detalles |

- Datos: Q5412766